# Comunicazione simbolica
Negli studi storici, la comunicazione simbolica (in tedesco Symbolische Kommunikation) si riferisce a un ampio spettro di azioni comunicative aventi lo scopo di raggiungere un obiettivo specifico, tenendo conto delle rispettive condizioni del quadro sociale. Questo può essere fatto, tra le altre cose, attraverso atti inscenati pubblicamente e azioni ritualizzate per lo più in forma non verbale. Lo sviluppo della ricerca storica sui rituali è correlato alla crescente ricezione di nuovi approcci culturali-antropologici negli studi storici negli ultimi decenni.
Gerd Althoff ha descritto la comunicazione simbolica come «attività comunicative in cui si usano segni con specifiche funzioni di significato». Gesti e rituali citati nelle fonti hanno quindi spesso una qualità simbolica. Secondo recenti ricerche storiche, questo aspetto gioca un ruolo importante soprattutto, ma non solo, nella società premoderna nel contesto dell'interazione pubblica (vedi anche interazionismo simbolico). Il fattore decisivo qui è un "linguaggio dei segni simbolico", che deve essere compreso da entrambe le parti, l'attore e lo spettatore. L'azione simbolica non è quindi fine a se stessa, ma legata ad uno scopo.
Attraverso richieste pubbliche, scherzi pubblici o atti pubblici di sottomissione, si potevano comunicare simbolicamente modelli di comportamento dimostrativi e rituali e quindi esprimere superiorità, richieste di perdono o rivendicazioni di potere. Il supplicante manifestava la sua richiesta con una postura umile o anche solo con un passo senza parole. Anche i re usavano i mezzi della supplica per imporre le loro richieste: ad esempio Enrico II fu in grado di imporre la fondazione della diocesi di Bamberga attraverso ripetute prostrazioni (prostratio) davanti ai vescovi riuniti. Ai pasti e alle feste c'era l'obbligo rituale di scherzare. Questa era l'espressione di un atteggiamento positivo. Il re Corrado I scherzò con i monaci di San Gallo quando divenne loro confratello. Al contrario, contro Enrico IV fu mossa l'accusa di non aver toccato alcun cibo al banchetto di riconciliazione con Gregorio VII a Canossa, di essere rimasto in silenzio e di aver invece graffiato il piano del tavolo con l'unghia. Inoltre, una rappresentazione pittorica o architettonica poteva anche servire alla comunicazione simbolica, per esempio gli edifici commemorativi.
La ricerca storiografica precedente ignorò in gran parte le azioni dimostrative-rituali e simboliche. A partire dagli anni '80, la comunicazione simbolica, accanto alle fonti memoriali e a una nuova lettura della tradizione scritta, è diventata la componente centrale di una rivalutazione del X secolo. La ritualizzazione come istituzione e mantenimento dell'ordine nell'impero ottoniano del X secolo è stata studiata in molteplici occasioni. Nella ricerca storica degli ultimi anni, questa metodologia di ricerca è stata sempre più estesa a tutto il Medioevo e la prima età moderna. Il Medioevo è stato anche chiamato "l'età dei segni".
Soprattutto nella società orale dell'alto medioevo, ma anche nel periodo successivo, i rituali giocavano un ruolo importante, operavano all'interno di un ordine politico. Un gesto pubblico simbolico poteva, ad esempio, esprimere l'accettazione delle condizioni esistenti sottolineando il rango superiore di un'altra persona. Poteva essere anche simboleggiata l'uguaglianza di rango. In un altro caso, una persona sconfitta doveva ammettere la sconfitta nel contesto di una deditio (sottomissione) eseguita pubblicamente e chiedere clemenza. Nell'ambito della ricerca simbolica, tali azioni sono esaminate per possibili obiettivi e talvolta reinterpretate, come l'aspetto dell'Honour Imperii nel Sacro Romano Impero medievale, soprattutto in età Staufer. Hagen Keller ha dimostrato che il documento veniva utilizzato nella comunicazione simbolica tra il re e i suoi seguaci e che la sua funzione non si limitava alla conclusione di un negozio giuridico. Nella ricerca tedesca della prima età moderna, Barbara Stollberg-Rilinger in particolare ha reso fruttuosa la comunicazione simbolica per la prima costituzione moderna del Sacro Romano Impero, enfaticamente sottolineato i rituali politici come parte costitutiva della prima costituzione moderna del Sacro Romano Impero.
Recentemente, tuttavia, la ricerca sui rituali è stata anche criticata per la sopravvalutazione di alcune azioni (come le espressioni di emozione) e per averle interpretate come azioni calcolate, cosa che non sono.